# 조지 샌더스
조지 샌더스(George Sanders, 1906년 7월 3일 ~ 1972년 4월 25일)는 잉글랜드의 배우였다.

## 출연 작품
- 끝없는 밤 (1972)
- 둠워치 (1972)
- 크렘린 레터 (1970)
- 굿 타임스 (1967)
- 경고 사격 (1967)
- 정글북 (1967)
- 배트맨 - 66년 TV 시리즈 (1966)
- 첩보원 0011 (1964)
- 핑크 팬더 2 - 어둠 속에 총성이 (1964)
- 그란트 선장의 아이들 (1962)
- 저주받은 도시 (1960)
- 터치 오브 라서니 (1959)
- 솔로몬과 시바의 여왕 (1959)
- 지구에서 달까지 (1958)
- 세븐스 씬 (1957)
- 애수의 이별 (1956)
- 도시가 잠든 사이에 (1956)
- 문프릿 (1955)
- 주피터의 애인 (1955)
- 콜 미 마담 (1953)
- 이탈리아 여행 (1953)
- 어사인먼트: 파리 (1952)
- 더 라이트 터치 (1952)
- 아이반호 (1952)
- 이브의 모든 것 (1950)
- 더 팬 (1949)
- 삼손과 데릴라 (1949)
- 포에버 엠버 (1947)
- 유령과 뮤어 부인 (1947)
- 벨아미의 고백 (1947)
- 낯선 여인 (1946)
- 도리안 그레이의 초상 (1945)
- 더 로저 (1944)
- 액션 인 아라비아 (1944)
- 이 땅은 나의 것 (1943)
- 달과 6펜스 (1942)
- 헐 카드보드 러버 (1942)
- 검은 백조 (1942)
- 운명의 향연 (1942)
- 인간 사냥 (1941)
- 썬다운 (1941)
- 천국으로 가는 장의사 (1941)
- 비터 스윗 (1940)
- 해외 특파원 (1940)
- 레베카 (1940)
- 나치 스파이의 고백 (1939)
- 카벨 수녀 이야기 (1939)
- 엘리게이니 폭동 (1939)
- 포맨 앤 프레어 (1938)
- 기적을 만드는 사나이 (1937)
- 로이드의 런던 (1936)